# Armin Bačinović
Armin Bačinović (Maribor, 24 ottobre 1989) è un ex calciatore sloveno, di ruolo centrocampista.

## Carriera

### Club

#### Maribor
Ha iniziato la carriera nelle giovanili dello Železničar, squadra di Maribor, e nel 2002 è stato tesserato dal Maribor, altro sodalizio della sua città. Ha debuttato nel calcio professionistico il 7 luglio 2007 nella partita di Coppa Intertoto contro l'Hajduk Kula vinta per 2-0, subentrando a Mihelič al 78'. Due settimane dopo ha esordito in Prva liga, la massima serie slovena, esordendo il 22 luglio, alla prima giornata di campionato, in Labod Drava-Maribor (1-3), entrando in campo al 90' al posto di Dejan Mezga; a questa squadra, il 25 novembre alla 19ª giornata, ha anche segnato il suo primo gol in carriera, nella gara di ritorno dello stesso campionato. L'unico altro gol della stagione lo mette a segno alla 29ª giornata giocata il 19 aprile 2008, nella sconfitta per 2-1 contro il Gorica, dopo essere entrato in campo all'inizio del secondo tempo al posto di Nilton.
Nella stagione 2008-2009 ha collezionato 26 presenze in campionato e 3 presenze in Coppa di Slovenia; l'unica rete della stagione arriva il 20 settembre 2008 alla 9ª giornata di campionato, nella vittoria per 2-1 contro l'Interblock Ljubljana.
Nella stagione 2009-2010 ha collezionato 26 presenze in campionato (con 3 reti all'attivo), 4 presenze in Coppa di Slovenia e una nel ritorno dei play-off di Europa League perso per 2-0 contro lo Sparta Praga, che gli è valso comunque l'esordio nelle competizioni internazionali per club.
Nella prima parte della stagione 2010-2011 ha disputato 3 partite in campionato e 6 partite nell'Europa League, competizione nella quale si è ben comportato, fornendo anche un assist nella partita contro l'Hibernian. Proprio grazie a questa competizione si è fatto conoscere a livello internazionale, in particolare dopo la partita di andata dei play-off di Europa League, in cui ha fornito il secondo assist, contro gli italiani del Palermo (sconfitta per 3-0), sua futura squadra.
Fra campionato e coppe ha disputato quasi 100 partite con la squadra della sua città, venendo ritenuto uno dei centrocampisti più interessanti del campionato sloveno.
Con il Maribor ha vinto tre trofei, Coppa di Slovenia nel 2008 e scudetto e Supercoppa nel 2009; dopo la sua cessione a stagione in corso, la squadra vince lo scudetto 2010-2011.

#### Palermo ed Hellas Verona
Il 27 agosto 2010 il Maribor comunica di aver ceduto il giocatore al Palermo, la squadra italiana che il giorno precedente l'aveva eliminata dall'Europa League; la società rosanero – che aveva già bloccato il giocatore dopo averlo visto in azione al Barbera – annuncia l'ingaggio nella giornata successiva e formalizza il trasferimento il 31 agosto, ultimo giorno di calciomercato. Con la nuova squadra firma un contratto quinquennale a trecentomila euro a stagione, ed il suo cartellino è stato pagato 0,8 milioni di euro; il suo compagno al Maribor Josip Iličič lo segue nella nuova esperienza.
L'esordio in maglia rosanero e nel campionato italiano avviene alla prima partita utile, ovvero il 12 settembre 2010 nella seconda giornata di campionato che ha visto il Palermo perdere per 3-2 in casa del Brescia; Bačinović è subentrato a Fabio Liverani al 58', ben figurando. Nella giornata successiva gioca per la prima volta da titolare, venendo sostituito al 70' da Liverani. Segna la prima rete sia nel campionato italiano che con la maglia del Palermo nella partita casalinga del 17 ottobre 2010 (7ª giornata) vinta contro il Bologna, mettendo a segno all'83' il gol del definitivo 4-1 con una potente tiro di destro. Diventa presto un giocatore importante per la squadra.
Squalificato sia per l'ultima giornata di campionato che per la finale di Coppa Italia, chiude la prima stagione al Palermo con 35 presenze (33 in campionato e due in Coppa Italia persa in finale contro l'Inter per 3-1) e due reti (oltre al Bologna, segna al Milan all'11ª giornata). Il 20 giugno rinnova il contratto di un anno, fino al 2016.
Il 23 gennaio 2012, a seguito dell'infortunio subito nella partita contro il ChievoVerona, si opera al ginocchio sinistro, tornando in campo il 7 aprile nella partita persa in casa per 2-0 contro la Juventus, subentrando a Giulio Migliaccio al 73'. In seguito gioca altre 2 partite, chiudendo la stagione con 14 presenze (13 in campionato e una in Coppa Italia).
Il 9 luglio 2012 passa in prestito al Verona, in Serie B, categoria in cui gioca 17 partite, segnando un gol all'esordio contro il Modena in trasferta (1-1) e ottenendo la promozione in Serie A col secondo posto in graduatoria finale; chiude l'annata anche con 3 incontri di Coppa Italia.
Torna a vestire la maglia del Palermo il 17 agosto 2013 in occasione della partita del terzo turno di Coppa Italia persa per 1-0 proprio contro l'Hellas Verona. Dopo 8 partite di campionato del girone d'andata, non viene inserito nella lista dei diciotto over-23 chiudendo quindi la sua stagione con 9 presenze; a fine stagione il Palermo ottiene la promozione in Serie A – con annessa vittoria del campionato – con cinque giornate d'anticipo.

#### Virtus Lanciano
Non convocato per il ritiro estivo del Palermo, il 21 agosto 2014 rescinde il contratto con la società rosanero e viene tesserato dalla Virtus Lanciano, con cui firma un contratto triennale.
In due stagioni gioca 61 partite realizzando 2 reti.

#### Ternana e Sambenedettese
Il 19 agosto 2016 passa per 500.000 euro alla Ternana firmando un contratto triennale. Il 31 gennaio 2017, dopo sole 12 presenze, si trasferisce alla Sambenedettese in Lega Pro. Il 1 aprile segna il suo primo gol con la maglia rossoblu nella partita contro il Teramo.
A soli 29 anni si è ritirato, dopo una serie di vicende giudiziarie (tra cui una condanna per guida in stato di ebbrezza ai tempi di Lanciano).

### Nazionale
Conta 11 presenze e 4 reti in Nazionale Under-21 slovena.
Ha esordito con la Nazionale maggiore il 12 agosto 2009 nella partita di qualificazione ai Mondiale 2010 vinta per 5-0 contro il San Marino, entrando al 74' al posto di Aleksandar Radosavljevič.

## Statistiche

### Presenze e reti nei club
| Stagione               | Squadra                | Campionato             | Campionato | Campionato | Coppe nazionali | Coppe nazionali | Coppe nazionali | Coppe continentali | Coppe continentali | Coppe continentali | Altre coppe | Altre coppe | Altre coppe | Totale | Totale |
| Stagione               | Squadra                | Comp                   | Pres       | Reti       | Comp            | Pres            | Reti            | Comp               | Pres               | Reti               | Comp        | Pres        | Reti        | Pres   | Reti   |
| ---------------------- | ---------------------- | ---------------------- | ---------- | ---------- | --------------- | --------------- | --------------- | ------------------ | ------------------ | ------------------ | ----------- | ----------- | ----------- | ------ | ------ |
| 2007-2008              | Maribor                | 1. SNL                 | 22         | 2          | CS              | 2               | 0               | Int.               | 1                  | 0                  | -           | -           | -           | 25     | 2      |
| 2008-2009              | Maribor                | 1. SNL                 | 26         | 1          | CS              | 3               | 0               | -                  | -                  | -                  | -           | -           | -           | 29     | 1      |
| 2009-2010              | Maribor                | 1. SNL                 | 28         | 3          | CS              | 4               | 0               | UEL                | 5                  | 0                  | SS          | 1           | 0           | 38     | 3      |
| lug.-ago. 2010         | Maribor                | 1. SNL                 | 3          | 0          | CS              | 0               | 0               | UEL                | 6                  | 0                  | -           | -           | -           | 9      | 0      |
| Totale Maribor         | Totale Maribor         | Totale Maribor         | 79         | 6          |                 | 9               | 0               |                    | 12                 | 0                  |             | 1           | 0           | 101    | 6      |
| 2010-2011              | Palermo                | A                      | 33         | 2          | CI              | 2               | 0               | UEL                | 0                  | 0                  | -           | -           | -           | 35     | 2      |
| 2011-2012              | Palermo                | A                      | 13         | 0          | CI              | 0               | 0               | UEL                | 1                  | 0                  | -           | -           | -           | 14     | 0      |
| 2012-2013              | Verona                 | B                      | 17         | 1          | CI              | 3               | 0               | -                  | -                  | -                  | -           | -           | -           | 20     | 1      |
| 2013-2014              | Palermo                | B                      | 8          | 0          | CI              | 1               | 0               | -                  | -                  | -                  | -           | -           | -           | 9      | 0      |
| Totale Palermo         | Totale Palermo         | Totale Palermo         | 54         | 2          |                 | 3               | 0               |                    | 1                  | 0                  |             | -           | -           | 58     | 2      |
| 2014-2015              | Virtus Lanciano        | B                      | 30         | 1          | CI              | 0               | 0               | -                  | -                  | -                  | -           | -           | -           | 30     | 1      |
| 2015-2016              | Virtus Lanciano        | B                      | 28+2       | 1          | CI              | 1               | 0               | -                  | -                  | -                  | -           | -           | -           | 31     | 1      |
| Totale Virtus Lanciano | Totale Virtus Lanciano | Totale Virtus Lanciano | 58+2       | 2          |                 | 1               | 0               |                    | -                  | -                  |             | -           | -           | 61     | 2      |
| 2016-gen. 2017         | Ternana                | B                      | 12         | 0          | CI              | 0               | 0               | -                  | -                  | -                  | -           | -           | -           | 12     | 0      |
| gen.-giu. 2017         | Sambenedettese         | LP                     | 13+3       | 2          | CI-LP           | 0               | 0               | -                  | -                  | -                  | -           | -           | -           | 16     | 2      |
| 2017-2018              | Sambenedettese         | C                      | 26         | 0          | CI+CI-C         | 1+0             | 0               | -                  | -                  | -                  | -           | -           | -           | 27     | 0      |
| Totale Sambenedettese  | Totale Sambenedettese  | Totale Sambenedettese  | 39+3       | 2          |                 | 1               | 0               |                    | -                  | -                  |             | -           | -           | 43     | 2      |
| Totale carriera        | Totale carriera        | Totale carriera        | 261+5      | 13         |                 | 17              | 0               |                    | 13                 | 0                  |             | 1           | 0           | 297    | 13     |

### Cronologia presenze e reti in nazionale
| Cronologia completa delle presenze e delle reti in nazionale ― Slovenia | Cronologia completa delle presenze e delle reti in nazionale ― Slovenia | Cronologia completa delle presenze e delle reti in nazionale ― Slovenia | Cronologia completa delle presenze e delle reti in nazionale ― Slovenia | Cronologia completa delle presenze e delle reti in nazionale ― Slovenia | Cronologia completa delle presenze e delle reti in nazionale ― Slovenia | Cronologia completa delle presenze e delle reti in nazionale ― Slovenia | Cronologia completa delle presenze e delle reti in nazionale ― Slovenia |
| Data                                                                    | Città                                                                   | In casa                                                                 | Risultato                                                               | Ospiti                                                                  | Competizione                                                            | Reti                                                                    | Note                                                                    |
| ----------------------------------------------------------------------- | ----------------------------------------------------------------------- | ----------------------------------------------------------------------- | ----------------------------------------------------------------------- | ----------------------------------------------------------------------- | ----------------------------------------------------------------------- | ----------------------------------------------------------------------- | ----------------------------------------------------------------------- |
| 12-8-2009                                                               | Maribor                                                                 | Slovenia                                                                | 5 – 0                                                                   | San Marino                                                              | Qual. Mondiali 2010                                                     | -                                                                       |                                                                         |
| 8-10-2010                                                               | Maribor                                                                 | Slovenia                                                                | 5 – 1                                                                   | Fær Øer                                                                 | Qual. Euro 2012                                                         | -                                                                       |                                                                         |
| 17-11-2010                                                              | Capodistria                                                             | Slovenia                                                                | 1 – 2                                                                   | Georgia                                                                 | Amichevole                                                              | -                                                                       |                                                                         |
| 9-2-2011                                                                | Tirana                                                                  | Albania                                                                 | 1 – 2                                                                   | Slovenia                                                                | Amichevole                                                              | -                                                                       |                                                                         |
| 29-3-2011                                                               | Belfast                                                                 | Irlanda del Nord                                                        | 0 – 0                                                                   | Slovenia                                                                | Qual. Euro 2012                                                         | -                                                                       |                                                                         |
| 3-6-2011                                                                | Toftir                                                                  | Fær Øer                                                                 | 0 – 2                                                                   | Slovenia                                                                | Qual. Euro 2012                                                         | -                                                                       |                                                                         |
| 10-8-2011                                                               | Lubiana                                                                 | Slovenia                                                                | 0 – 0                                                                   | Belgio                                                                  | Amichevole                                                              | -                                                                       |                                                                         |
| 11-10-2011                                                              | Maribor                                                                 | Slovenia                                                                | 1 – 0                                                                   | Serbia                                                                  | Qual. Euro 2012                                                         | -                                                                       |                                                                         |
| 15-11-2011                                                              | Lubiana                                                                 | Slovenia                                                                | 2 – 3                                                                   | Stati Uniti                                                             | Amichevole                                                              | -                                                                       |                                                                         |
| 15-8-2012                                                               | Lubiana                                                                 | Slovenia                                                                | 4 – 3                                                                   | Romania                                                                 | Amichevole                                                              | -                                                                       |                                                                         |
| 7-9-2012                                                                | Lubiana                                                                 | Slovenia                                                                | 0 – 2                                                                   | Svizzera                                                                | Qual. Mondiali 2014                                                     | -                                                                       |                                                                         |
| 11-9-2012                                                               | Oslo                                                                    | Norvegia                                                                | 2 – 1                                                                   | Slovenia                                                                | Qual. Mondiali 2014                                                     | -                                                                       |                                                                         |
| 6-2-2013                                                                | Lubiana                                                                 | Slovenia                                                                | 0 – 3                                                                   | Bosnia ed Erzegovina                                                    | Amichevole                                                              | -                                                                       |                                                                         |
| Totale                                                                  |                                                                         | Presenze                                                                | 13                                                                      |                                                                         | Reti                                                                    | 0                                                                       |                                                                         |

## Palmarès

### Club

#### Competizioni nazionali
- Coppa di Slovenia: 1

Maribor: 2007-2008
- Campionato sloveno: 1

Maribor: 2008-2009
- Supercoppa di Slovenia: 1

Maribor: 2009
- Campionato italiano di Serie B: 1

Palermo: 2013-2014